# به مرخصی رفتن عادت داشتم
به مرخصی رفتن عادت داشتم (انگلیسی: We Used to Vacation) یک آلبوم چندآهنگه به سبک ایندی راک است. این مجموعه در ۲۷ نوامبر ۲۰۰۶ منتشر شد.

## آهنگ‌ها
| شماره | نام                    | مدت  |
| ----- | ---------------------- | ---- |
| ۱.    | «We Used To Vacation»  | ۴:۱۴ |
| ۲.    | «In Harmony In Silver» | ۳:۳۸ |
| ۳.    | «Expensive Tastes»     | ۵:۰۲ |
| ۴.    | «Quiet, Please!»       | ۴:۵۵ |